# 三船法行
三船 法行（みふね のりゆき、1955年5月3日 - ）は、日本の研究者、経営者。トーカロ代表取締役社長。博士（工学）（2004年、九州工業大学にて取得）。

## 略歴
福岡県出身。山口大学工学部卒業。1978年4月、トーカロに入社。2001年4月同社北九州工場長。2004年12月に九州工学大学にて、「耐久性に優れた熱遮蔽溶射被膜の開発と応用に関する研究」で博士（工学）。
2005年4月に同社明石工場長、2009年6月に同社取締役製造副本部長、2011年6月に漢泰国際電子股份有限公司董事長、2012年6月に同社常務取締役製造本部長を経て、2013年6月に同社代表取締役社長に就任。

## 研究・論文・書籍
- 寺谷武馬, 山野英明, 三船法行 ほか,「MCrAlY(M:Ni, Co)ボンドコート上の未溶融粒子の酸化現象とトップコートの力学的挙動に対する影響」『日本金屬學會誌』 68(12), p.1060-1067, 2004-12-20,NAID 10014238792
- 「第一回UNITED THERMAL SPRAY CONFERENCEに出席して」『高温学会誌』 23, p.258-260, 1997-11-20, NAID 10002083653
- 田村信一, 平初雄, 三島昌次, 永田憲史, 三船法行, 「高温耐食・耐熱性セラミック溶射皮膜の開発」『日本金属学会会報』 31巻 4号 1992年 p.336-338, doi:10.2320/materia1962.31.336
- 山野英明, 三船法行, 谷和美, 原田良夫, 「332 微細な縦割れを有するC_2S-CZ型熱遮蔽皮膜の開発(OS5-3 組織制御と残留応力,OS5 コーティング部材の組織制御と高機能化3)」『材料力学部門講演会講演論文集』 2005年 2005巻, セッションID 332, p.239-240, doi:10.1299/jsmezairiki.2005.0_239

- 三船法行, 原田良夫, 「ガスタービン用C2S-CZ型熱遮蔽皮膜の開発と実用化 (第248回〔日本材料学会 腐食防食部門委員会〕例会プログラム 主題『最近の高温酸化・高温腐食研究の動向と実用化』)」『腐食防食部門委員会資料』 45(248), 7-14, 2006-01-31, NAID 40007141916

## 活動
- 2016年 - 第4回『事業を創る』技術経営フォーラム にて、「組織論」「技術・経営戦略論」を主題とし、独自の技術を用いて、幅広い事業展開を推進するという趣旨の講義を行っている[3]。